# Mora (Minnesota)
Mora é uma cidade localizada no estado americano de Minnesota, no Condado de Kanabec.

## Demografia
Segundo o censo americano de 2000, a sua população era de 3193 habitantes.
Em 2006, foi estimada uma população de 3481, um aumento de 288 (9.0%).

## Geografia
De acordo com o United States Census Bureau tem uma área de
11,0 km², dos quais 10,6 km² cobertos por terra e 0,4 km² cobertos por água.

## Localidades na vizinhança
O diagrama seguinte representa as localidades num raio de 20 km ao redor de Mora.